# Moshe Koussevitzky
Moshe Koussevitzky (né le 9 juin 1899 à Smorgon/Smarhon, au Royaume de Pologne, actuellement en Biélorussie, oblast de Grodno/Hrodna, près de Vilnius - mort le 23 août 1966 à New York) est un des plus grands chantres juifs (hazzanim) de tous les temps, né en Biélorussie, et vivant après la Seconde Guerre mondiale aux États-Unis. 

## Éléments biographiques
En 1920, il devient le chantre de la Synagogue Sawel de Vilnius, et en 1924, il officie à la Grande Synagogue de Vilnius.

En 1927-28, il devient le chantre de la Synagogue Tlomackie de Varsovie, où il succède à Gershon Sirota.

En 1938, il donne un spectacle au Carnegie Hall à New York.

Avec sa famille, il échappe à la Shoah en se réfugiant en Union soviétique.

Il immigre aux États-Unis en 1947.

Il devient en 1952 le chantre de la Synagogue Beth-El à Borough Park, à Brooklyn.

Il donne des concerts à travers le monde. Il est invité à Paris par le rabbin David Feuerwerker à chanter à la Synagogue des Tournelles.

Il décède le 23 août 1966 à New York et est enterré en Israël.